# Нееловы
Нееловы — дворянские роды.

## Происхождение и история рода
«Обычный служилый род России московско-новгородского происхождения», представители которого «в боярах, окольничих и думных дьяках не были».
Никита Неелов послан от великого князя Василия Дмитриевича во Псков (1406). Григорий Михайлович Неелов — воевода в Тотьме (1660) и Коротояке (1681), Григорий Елизарович — в Тотьме (1633).
При подаче документов (27 января 1687) для внесения рода в Бархатную книгу, была предоставлена родословная роспись Нееловых.
Род Нееловых внесён в VI, I, II и III части родословных книг Санкт-Петербургской, Московской, Олонецкой, Вологодской, Новгородской и Смоленской губерний.

## Известные представители
- Неелов Григорий — воевода в Рославле (1602).
- Неелов Иван Андреевич — воевода в Себеже (1612 и 1614—1618) (четыре раза).
- Неелов Роман Иванович — воевода в Кадоме (1615).
- Неелов Григорий Михайлович — дьяк, воевода в Астрахани (1627—1629).
- Неелов Фёдор Петрович — московский дворянин (1627—1640).
- Неелов Иван и Григорий Савиновичи — воеводы в Пустозёрском остроге (1666—1672).
- Неелов Григорий Михайлович — воевода в Коротояке (1681—1682).
- Нееловы: Перфилий Иванович, Григорий Михайлович, Алферий Васильевич — стряпчие (1692).
- Нееловы: Постник Фёдорович, Тимофей и Иван Саввиновичи, Евстигней Никитич, Григорий Елизарович, Василий Семёнович, Кирилл и Василий Васильевичи — московские дворяне (1670—1692).
- Нееловы: Лука Семёнович, Фёдор и Григорий Григорьевичи, Василий Елизарович, Степан, Пётр, Иван, Дмитрий и Борис Ивановичи — стольники (1682—1692)[3][4].
- Александр Николаевич Неелов (1873—1916) — из потомственных дворян Тульской губернии; член IV Государственной думы от Олонецкой губернии.
- Николай Николаевич Неелов (1872 — после 1917) — член III Государственной думы от Олонецкой губернии.
- Николай Александрович Неелов (1835—1888) — русский военный деятель, генерал-майор Свиты.
- Сергей Алексеевич Неелов (1779 или 1781 — 1852) — русский поэт.

Есть ещё несколько родов Нееловых, позднейшего происхождения. Братья майор Дмитрий и архитектор 6-го класса Пётр (1749—1848) Васильевичи Нееловы, сыновья Василия Ивановича Неелова, 1 февраля 1810 года были жалованы дипломом на потомственное дворянское достоинство. Сыновья Дмитрия Васильевича:
- Николай Дмитриевич (1800—1850) — писатель, профессор Императорской Военной Академии;
- Дмитрий Дмитриевич (1819—1890) — сенатор, деятель по сельскому хозяйству и писатель.

## Описание гербов

#### Герб Нееловых 1785 г.
В Гербовнике Анисима Титовича Князева 1785 года имеется изображение трёх печатей  рода Нееловых с гербами, два которых идентичны между собой:
1. Герб Ивана Федоровича Неелова: щит, разделён вертикально на две части. В правой, серебряной части, изображено вертикально, коричневое орлиное крыло. В левой части, в синем поле, серебряная птица. Щит увенчан дворянским шлемом без клейнода (дворянская корона отсутствует). Нашлемник: из шлема выходит орлиное крыло. Цветовая гамма намёта не определена.
2. Герб Петра Неелова и его однородцев: три золотые широкие полосы, которые изображены от  середины к низу щита, разделяют лиловое поле щита две части. В верхней части три золотые, восьмиконечные звезды, одна вверху, две внизу. Щит увенчан коронованным дворянским шлемом без клейнода на шее. Цветовая гамма намёта не определена[6].

#### Герб. Часть X. № 13.
Диплом от 1 февраля 1810 года: в щите, разделённом надвое, в верхней серебряной половине изображён разогнутый циркуль и внизу оного линейка. В нижней красного цвета половине две серебряные шпаги, крестообразно остриями положенные вверх.
На щите дворянский коронованный шлем. Нашлемник: три страусовых пера с золотым по середине их крестом, а по сторонам перьев видны два чёрные орлиные крыла с одною на каждом золотою звездою. Намёт на щите золотой, подложен чёрным и красным.